# Chocicza Mała
Chocicza Mała – wieś w Polsce położona w województwie wielkopolskim, w powiecie wrzesińskim, w gminie Września.
W latach 1975–1998 miejscowość administracyjnie należała do województwa poznańskiego.
W południowej części wsi znajduje się zespół dworski z trzeciej ćwierci XIX wieku, otoczony parkiem krajobrazowym z tego samego okresu.